# Xiong Kang
Xiong Kang (chinois : 熊康), également appelé Xiong Wukang (chinois : 熊毋康), est le septième Vicomte de Chu. Son règne, dont les dates exactes sont inconnues, a lieu au début de la période de la dynastie Zhou (1046–256 av. J.C). Il succède a son père Xiong Qu.
Selon le Shiji,un ouvrage rédigé par l'historien Sima Qian, Xiong Kang meurt alors que son père est encore au pouvoir et c'est son frére Xiong Zhi qui devient le nouveau vicomte a la mort de Qu. Par contre, selon les lamelles de bambou de Tsinghua, le Zuo Zhuan et les Discours des royaumes, c'est bien Xiong Kang qui monte sur le trône à la mort de Qu et Zhi, qui est le fils et non le frère de Kang, ne devient vicomte qu’après le décès de son père.